# 斎藤外市
斎藤 外市（さいとう といち、1865年（慶応元年） - 1926年（大正15年）1月31日）は、日本の発明家、実業家、政治家（鶴岡町町議会議員）、鶴岡ガス株式会社初代社長。

## 人物
出羽国田川郡長沼村上新田（後の藤島町、現在の鶴岡市）出身。
主に軍用機器と織機（織物機械）の発明に取り組み、「発明は俺の命だ。俺のひとつの病気だ」と豪語し、数多くの発明を残した。現在でもその発明は高く評価されている。
トヨタグループの創業者の豊田佐吉と共に、織機の発明王と呼ばれ、絹の斎藤外市、綿の豊田佐吉と言われていた。1912年（明治45年）には、これまでの数々の発明の功績によりトヨタの創業者・豊田佐吉と共に藍綬褒章を受章している。数多の発明をし財を成した外市だったが、最上郡の大開墾事業に失敗。多額の負債を抱え1926年（大正15年）62歳でこの世を去った。鶴岡公園（鶴ヶ岡城跡）内には1974年（昭和49年）建立の銅像がある。

## 経歴
- 1865年（慶応元年）：出羽国田川郡長沼村上新田（現・鶴岡市）の農家、斎藤外助の長男として誕生。
- 1879年（明治12年）：小学校（長雲寺にあった）4年修了後、農業に従事。
- 1889年（明治22年）：陸軍に軍用軽気球と、海軍に軍用潜航艇を発明し献納する。
- 1895年（明治28年）：改造水雷艇を発明。
- 1898年（明治31年）：斎外式力織機を完成し、特許出願4075号。
- 1900年（明治33年）：同特許取得。
- 1901年（明治34年）：羽二重を電動力織機（日本で最初）で織る。
- 1904年（明治37年）：潜航艇の特許取得。（第8167号）
- 1906年（明治39年）：羽前輸出織物信用組合を設立。
- 1907年（明治40年）：資本金20万円で鶴岡織物株式会社を設立。繻子製織機を発明。
  - 両羽実業新聞社を設立し、日刊新聞「両羽実業新聞」を発行。
- 1910年（明治43年）：飛行機を発明し特許出願。コール天織機を発明する。
- 1911年（明治44年）：鶴岡瓦斬新斯会社（現・鶴岡ガス株式会社）を設立し社長就任。
  - 斎外式力織機の総生産台数が1万台に達する。
- 1912年（明治45年）：五十馬力単葉飛行機を菅原馬場で試験飛行する。
- 1913年（大正2年）：飛行機より信号で操縦する水雷を発明。
- 1915年（大正4年）：人造絹糸の製造方法を発明。
- 1918年（大正7年）：砂鉄をもって製鉄する方法を発明。
- 1921年（大正10年）：鶴岡町会議員に当選。
- 1922年（大正11年）：冷式米倉庫を考案。
- 1926年（大正15年）1月31日：結核がもとで鶴岡市で死去。長沼の長雲寺に葬られる。戒名は「機法院心外無一居士」。
- 1974年（昭和49年）：多くの発明の功績を称え鶴岡公園（鶴ヶ岡城跡）内に銅像が建立される。

## 受賞・受章歴
- 1912年（明治45年）：藍綬褒章受章
- 1925年（大正14年）：帝国発明協会表彰（金杯・表彰状）受賞

## 主な発明

### 軍用機器関係
- 飛行機
- 飛行船
- 潜航艇
- 軽気球
- 改造水雷艇
- 飛行機より信号で操縦する水雷
- 十連発小銃

### 機械関係
- 斎外式力織機 - 明治35年に発明された絹を織る幅広の力織機。日本初の電動力織機で、性能が良く価格も安かったため（外国産の約10分の1の価格[1]）全国的に普及し、明治42年には日本で使用される力織機の五割を占めた。また、この発明によって外市の地元・鶴岡の絹産業は大いに発展し、大正期には町の就労人口の半数が絹関係の仕事に就いていた[2]。力織機の製造や修理のために鶴岡に鉄工業が興り、そのための電力会社・ガス会社も作られ、町の発展に大いに寄与した[1]。
- 繻子製織機 - 洋服に使われる薄地の軽目繻子の織機。これによって鶴岡の繻子はアメリカ輸出品の花形になった[3]。
- コール天織機
- タフク織機
- タオル織機製糸無断装置刺繍織機
- 人造絹糸の製造方法
- 砂鉄をもって製鉄する方法

## 座右の銘
- わが大日本国をして世界最強国たらしむるには、軍機の精良なるものに待たざるべからず。
- 然してわが国には、世界を征服しる軍機の精良なるものありや。
- 遺憾ながら無し、ゆえに吾は世界を征服し、わが大日本国をして、世界差強国たらしむる軍機を発明せざるべからず。

## 関連書
- 『郷土の発明家　齋藤外市翁伝』 1992年 長沼郷土史研究会（著・出版）
- 牧野輝智著『現代発明家伝』51〜59頁　帝国発明協会、1911年（国立国会図書館デジタルコレクション）

## 家族親族
- 父：斎藤外助 - 農家
- 従弟：石黒慶蔵 - 歯科医師、歯科医療器具発明家
- 従弟：石黒岩太 - 陸軍少将
- 従甥：石黒慶之助 - 歯科医師、歯学博士
- 従甥：石黒進之助 - 歯科医師
- 従姪孫：石黒慶一 - 歯科医師、歯学博士
- 従姪孫：石黒豊 - 歯科医師
- 従曾姪孫：石黒慶史 - 歯科医師、歯学博士